# 高島毅
高島 毅（たかしま つよし、1986年5月29日 - ）は、大阪府大阪市出身の元プロ野球選手（内野手）。現在は株式会社タカシマホールディングス専務取締役。

## 経歴
大阪桐蔭高時代は、3年春に第76回選抜高等学校野球大会に出場。2回戦でダルビッシュ有擁する東北高に2-3で敗退。夏は、大阪府予選決勝でPL学園高と4-4で引き分け、再試合の末7-13で敗退し準優勝に終わった。
高校卒業後は、青山学院大学に進学。3年秋の東都大学野球リーグ戦で二塁手としてベストナインを獲得。4年次には小窪哲也の後を継ぎ主将を務めた。秋には首位打者とベストナインを獲得。また、2008年の世界大学野球選手権日本代表の主将も務めた。リーグ通算68試合出場、213打数57安打、打率.268、2本塁打、26打点。
2008年10月30日、プロ野球ドラフト会議でオリックス・バファローズから4位で指名を受け入団した。
2009年から2011年まで一軍出場がなく、二軍でも毎年2割台前半の打率に終わり2011年10月9日に戦力外通告を受け、12月2日に自由契約公示された。
2013年に渡米、ウィンターリーグではエディンバーグ・ロードランナーズでプレー、その後アトランティックリーグに加盟しているランカスター・バーンストーマーズに入団するも6月19日に解雇された。その後11月から埼玉西武ライオンズの秋季キャンプにテスト生として参加していたが、不合格に終わり同年末に自らのFacebookで現役引退を発表した。引退後は大阪市内の不動産会社に就職した後、株式会社タカシマホールディングスを立ち上げた。

## 選手としての特徴

### 守備
内野どこでもを守れるユーティリティ性、堅実な守備、確実な送球が持ち味。地肩も強い。プロでは遊撃手としての指名を受けたが、青山学院大学では二塁手、三塁手もこなした。

### 打撃
どのコースにも対応でき、広角に打ち返す。四球をよく選び、出塁率が高い。

## 人物
大阪出身で幼い頃からのオリックスファンで、憧れの選手は清原和博であった。
父は1990年の空手ワールドカップ組手の部で世界3位、また母も1982年・1983年と空手ワールドカップ形の部で連覇を果たした空手家である。父は高校まで野球をやっていた。
志半ばで野球を辞めてしまった父が、諦めた夢を託すために野球をやらせたのがきっかけだったという。
座右の銘は「一意専心」。

## 詳細情報

### 年度別打撃成績
- 一軍公式戦出場なし

ウエスタン・リーグでの通算成績は199試合出場、92安打、1本塁打、46打点、2盗塁、打率.215

### 背番号
- 38 （2009年 - 2011年）
- 9 （2013年）